# Чемпионат России по пляжному самбо 2021
1-й чемпионат России по пляжному самбо прошёл в городе Анапа 12-13 июня 2021 года в спортивно-учебно-оздоровительном центре «Волей Град» имени Юрия Сапеги. В соревнованиях приняли участие 120 спортсменов из 25 регионов страны. Участники соревновались в 8 весовых категориях: 4 — у женщин и 4 — у мужчин. Главным судьёй соревнований был Игорь Пшеничных из Кинешмы, главным секретарём — А. Тимошин (Рыбинск). Соревнования были отборочными на чемпионат мира по пляжному самбо 2021 года в Ларнаке.

## Медалисты

### Мужчины
| Весовая категория | Золото         | Серебро          | Бронза                           |
| ----------------- | -------------- | ---------------- | -------------------------------- |
| до 58 кг          | Арман Гамбарян | Михаил Дробаха   | Сергей Неретин Владислав Сергеев |
| до 71 кг          | Эрик Амиршадян | Рамазан Элаев    | Александр Матайс Антон Амбаев    |
| до 88 кг          | Максим Иванов  | Андрей Перепелюк | Иван Сухогрузов Евгений Максимов |
| свыше 88 кг       | Артур Хапцев   | Максуд Ибрагимов | Паруйр Саакян Богдан Дмитриев    |

### Женщины
| Весовая категория | Золото           | Серебро          | Бронза                          |
| ----------------- | ---------------- | ---------------- | ------------------------------- |
| до 50 кг          | Полина Крупская  | Мария Дорофеева  | Ольга Титова Татьяна Фёдорова   |
| до 59 кг          | Алия Биккужина   | Дина Воронина    | Гульфия Мухтарова Диана Рыцына  |
| до 72 кг          | Татьяна Зенченко | Евгения Фомичёва | Дарья Вереденко Камила Бадурова |
| свыше 72 кг       | Мария Шекерова   | Надежда Еремеева | Юлия Ляниченко Гульназ Азимова  |